# Adiós, Cordera
Adiós, Cordera és una pel·lícula espanyola de 1969 escrita i dirigida per Pedro Mario Herrero sobre guió extret de l'obra homònima de Leopoldo Alas «Clarín». Fou rodada a Astúries.

## Argument
Aurelia, Antón i els seus dos fills, Pinín i Rosa són una família que viu en un petit poble. Tenen serioses dificultats econòmiques i Aurelia, la mare, està greument malalta, la qual cosa obliga el seu marit a vendre el seu únic bé, la vaca Cordera, però els seus fills senten un gran afecte per l'animal, la qual cosa retarda la venda.

## Repartiment
- Carlos Estrada	...	Antón
- José María Prada	...	Rufo
- Emilio Gutiérrez Caba	...	Tomás
- María Jesús Lara	...	Ana
- Venancio Muro	...	Sebastián
- Eva Guerr ...	Sara
- Valentín Tornos	...	Fausto
- Fernando Sánchez Polack	...	Don Julián
- Rufino Inglés	...	Mossèn
- Ana Casares... Aurelia

## Premis
Als Premis del Sindicat Nacional de l'Espectacle de 1966 va guanyar el tercer premi a la millor pel·lícula (125.000 pessetes) i el premi a la millor actriu secundària (María Jesús Lara).